# Liliana Mabel Manzi
Liliana Mabel Manzi (Buenos Aires, 4 de noviembre) es una investigadora independiente del CONICET, antropóloga y arqueóloga argentina graduada en la Universidad Nacional de Buenos Aires (UBA). Su área de especialización arqueológica es el estudio de la movilidad de las sociedades cazadoras-recolectoras, incluyendo estudios de biogeografía que abarcan el uso de sistema de información geográfica. Sus trabajos se destacan por enfocar la investigación arqueológica en la dimensión distribucional, en donde las expresiones espaciales del comportamiento humano son estudiadas atendiendo a las estrategias del uso del espacio que los individuos han habitado.
A partir de una perspectiva comparativa y ecológica, se han estudiado los temas anteriormente señalados en la Patagonia Meridional y la Necrópolis tebana.

## Carrera profesional
Se graduó como Dr. en antropología y licenciada en ciencias antropológicas de la Universidad Nacional de Buenos Aires. Ha formado parte de 46 reuniones y congresos científicos de carácter nacional, internacional e iberoamericanos desde 1991 hasta el 2016. Asimismo, ha participado de la configuración de 37 artículos desde 1993, el último de ellos llevado a cabo en el año 2018.  En dichas jornadas, la arqueóloga ha participado de foros de discusión en torno a estudios de circulación ritual, simbolización y morfología de tumbas tebanas -quedando evidente su grado de especialización en los estudios de sociedades egipcias-, arte rupestre, estrategias de conservación del patrimonio arqueológico y el desarrollo de un turismo sustentable en la ciudad de Río Gallegos, entre otros tantos temas.
En los primeros años de su labor como arqueóloga, sus producciones teóricas se enfocaron en el territorio nacional de la patagonia argentina, abarcando regiones como Tierra del Fuego, Río Gallegos, Río Negro y Santa Cruz. A partir del año 2010, la arqueóloga comienza a volcarse en el estudio de la Necrópolis tebana, que si bien es alternado con investigaciones en territorios argentinos, su especialización en está área se hace muy evidente a través de los siguientes años.
Además, participó de la formación de tres libros junto con otros colegas, el primero de ellos “Estrategias y formas de uso del espacio en poblaciones cazadoras recolectoras de la Puna meridional argentina” (Oxford; Año: 2006), “Paisajes arqueológicos en circuitos turísticos no convencionales” (Río Gallegos, Año: 2010), y, por último, “Espacios de interpretación en la necrópolis tebana” (Buenos aires, Año: 2018).
Actualmente, la arqueóloga se encuentra desenvolviendo su profesión en el Instituto Multidisciplinario de Historia y Ciencias Humanas (IMHICIHU), la oficina de coordinación administrativa Saavedra 15 (OCA) y en el Consejo Nacional de Investigaciones Científicas y Técnicas (CONICET)

## Artículos y publicaciones

### Libros

#### “Paisajes arqueológicos en circuitos turísticos no convencionales” (Río Gallegos, Año: 2010, p.280)
Escrito a la par de Marina Flavia Carvallo, el trabajo busca presentar proyectos de desarrollo sustentable que promuevan actividades de lucro, al mismo tiempo que permitan la preservación del ambiente natural y patrimonio cultural de Río Gallegos, con la finalidad de que el mismo también pueda ser gozado por generaciones futuras. Este proyecto nace al tomar como modelo el uso del registro arqueológico como recurso turístico en diversos países de América Latina. Para que el análisis obtenga este carácter de punto turístico, el mismo ha sido analizado como un paisaje arqueológico, tomando para ello un enfoque cultural y ecologista.

#### “Estrategias y formas de uso del espacio en poblaciones cazadoras recolectoras de la Puna meridional argentina”(Oxford; Año: 2006; p. 136)
El trabajo fue desarrollado bajo distintos proyectos de beca otorgadas por CONICET y por la Fundación Antorchas. El mismo se sitúa en la Puna meridional argentina geográficamente, y temporalmente durante el habitar Arcaico (ca 2500 - 8500 AP) de las sociedades cazadoras-recolectoras. El trabajo se propone estudiar el uso del espacio, teniendo en cuenta territorios relacionados al sitio seleccionado, para así poder incluir áreas cercanas involucradas en la circulación de estos grupos. Para ello, son analizadas distribuciones de artefactos halladas en la cuenca del río Las Pitas, Antofagasta de la Sierra, Provincia de Catamarca, Argentina.
Este estudio se presenta como una herramienta para comprender mejor a las sociedades cazadoras-recolectoras ya que la movilidad define a estos grupos en general, de una manera variable en su forma y en su tiempo, es decir, con algunos períodos de agregación y otros de dispersión, cuya alternancia surge como resultado del intento por lidiar con el riesgo ambiental o social.
A partir de las observaciones anuales realizadas por el equipo de trabajo y del análisis comparativo de los datos de la Puna Septentrional Argentina, de Atacama y el Altiplano boliviano (ya que no existían registros de estudios paleoambientales regional de la Puna Meridional), las autoras resaltan la particularidad de los procesos climáticos globales, y el modo en que los mismos se manifiestan de modos diferentes por las distintas conjugaciones entre latitud, altitud y relieve. 
El marco teórico tomado por las autoras para hablar de las estrategias de subsistencia de estos grupos es el postulado por Lewis Binford y gira en torno de las categorías de foragem y collector. Las escritoras del libro plantean que el caso de la Puna Meridional se trata de “un patrón continuo de radios traspasados”, en donde se debe trasladar el campamento base, a causa del agotamiento de los recursos por someterlos a un proceso de intensificación demasiado concentrado, frente a lo cual se determinan nuevas áreas de predación aún no agotadas.

#### “Espacios de interpretación en la necrópolis tebana” (Buenos Aires; Año: 2018; p. 169)
Participaron junto a ella para la elaboración Violeta Pereyra, María Silbada Catania y María Laura Iamarino. El mismo apunta al estudio de las relaciones entre individuos y su entorno natural en la necrópolis tebana, históricamente cargado de significaciones, transformaciones y simbolismos. Dichos aspectos son indagados en los diferentes procesos de ocupación de la zona y considerando el análisis de prácticas mortuorias rituales junto con sus tumbas, elementos de uso social para mantener jerarquías establecidas entre la élite.

### Artículos
- Crónicas acerca de los sitios de agregación Selk'nam y de las posibles actividades allí involucradas. ¿Hay alguna evidencia arqueológica?CUADERNOS DEL INSTITUTO NACIONAL DE ANTROPOLOGIA Y PENSAMIENTO LATINOAMERICANO. Buenos Aires; Año: 1993 p. 217 - 235
- Interrelaciones espaciales de vestigios faunísticos. El nivel de ocupación 2b(5) del Sitio Quebrada Seca 3: un caso de estudio. PALIMPSESTO. REVISTA DE ARQUEOLOGIA; Buenos Aires; 1993 p. 63 - 91
- Producción lítica y uso del espacio en el nivel 2b4 de Quebrada Seca 3 (Carlos Aschero y Analía Gomez) RELACIONES DE LA SOCIEDAD ARGENTINA DE ANTROPOLOGIA; Buenos Aires; 1994 p. 191 - 214
- Distribución de restos arqueofaunísticos en el nivel de ocupación 2b(2) del sitio Quebrada Seca 3 (Catamarca, Argentina) REVISTA HOMBRE Y DESIERTO. UNA PERSPECTIVA CULTURAL; Antofagasta; 1994 p. 63 - 98
- Arte rupestre e interacción interregional en la Puna (con Mercedes Podesta). CUADERNOS DEL INSTITUTO NACIONAL DE ANTROPOLOGIA Y PENSAMIENTO LATINOAMERICANO; Buenos Aires; 1995 p. 367 - 400
- Modelos etnohistóricos y etnográficos en el estudio de sociedades cazadoras-recolectoras: los Selk'nam (Onas) un caso de estudio. REVISTA ARQUEOLOGIA AMERICANA; México DF; 1995 p. 191 - 228
- Propuesta para el análisis del uso del espacio aplicado a sitios con arte rupestre de grupos cazadores recolectores del Noroeste argentino. REVISTA DEL MUSEO DE HISTORIA NATURAL DE SAN RAFAEL (MENDOZA) - (Print); San Rafael; 1997 vol. 14 p. 111 - 152
- Notas de Clases: Observaciones acerca del dictado de Prehistoria y Arqueología a nivel Terciario (con Federico Lorenz PALIMSESTO. REVISTA DE ARQUEOLOGIA;  Buenos Aires;  1998 p. 223 - 228
- ECOLOGIA HUMANA. La arqueología como un acercamiento posible. EDUCACION EN CIENCIAS; San Martin; 1998 vol. 2 p. 42 - 52
- Explicaciones acerca del paso de economías extractivas a economías productoras. Más allá de las taxonomías culturales y de los procesos globales. EDUCACION EN CIENCIAS SOCIALES; San Martín;  1999 vol. 1 p. 58 - 73
- Análisis de la distribución espacial de conjuntos líticos en el sector de quebradas de altura e intermedio de la cuenca del río Las Pitas. Antofagasta de la Sierra. Catamarca. REVISTA ARQUEOLOGIA;  Benos Aires; 2000 p. 273 - 284
- Análisis geoarqueológico de un suelo del Holoceno Tardío en Cabo Vírgenes - Punta Dungeness. Impacto antrópico reciente y distribución del registro arqueológico (con Cristian Fabier Dubois)Anales del Instituto de la Patagonia; Punta Arenas; 2002 vol. 30 p. 203 - 212
- Arqueología de rescate en Piedra del Aguila, Neuquén: sitio Cueva del Choique (con Ramiro Barberena y Patricia Campan)Relaciones;  Buenos Aires; 2002 vol. XXVI p. 375 - 394
- Ocupaciones Humanas e Impacto Antrópico en Cabo Vírgenes, Provincia de Santa Cruz (con Cristian Fabier Dubois) Intersecciones en Antropología;  Olavarria;2003 p. 99 - 109
- Desempeño social y estimulación de capacidades motoras a través del juego entre los Selk?nam de Tierra del Fuego. Revista Magallania; Punta Arenas; 2004 vol. 32 p. 71 - 78
- Confrontación de racionalidades: el caso de los pastores puneños, Antofagasta de la Sierra, Catamarca, Argentina. Hombre y desierto. Una perspectiva cultural; Antofagasta; 2007 p. 37 - 61
- Diagnóstico socio-ambiental para un desarrollo sustentable de la Puna meridional argentina, Localidad de Antofagasta de la Sierra, Catamarca. Asociación de Antropólogos Iberoamericanos en Red -AIBR-; Madrid; 2008 vol. 3 p. 280 - 311
- El fuego en las altas latitudes: los Selk´nam de Tierra del Fuego como referente etnográfico para el Mesolítico europeo(con Pennelope Spinkins) Revista Complutum; Madrid; 2008 vol. 19 p. 79 - 96
- Identificación de agentes perturbadores y estrategias tendientes a la conservación del patrimonio arqueológico en la costa del Golfo San Matías, Provincia de Río Negro (con Florencia Borella y Fabier Dubois)Intersecciones en Antropología;  Olavarría;  2009 p. 3 - 16
- Intervenciones y registro de daños en la tumba de Neferhotep, la colina de el-Khokha, Tebas occidental, Egipto. Avances Revista del Área Artes;  Córdona; 2010 vol. 16 p. 187 - 201
- La muerte en el más allá y su negación en el aquí y ahora a través de la construcción de paisajes culturales(con Violeta M. Pereyra) Anais do IV Congresso Latino-americano de Ciencias Sociais e Hunamidades: Imagens da Morte; Lugar: Niteroi; Año: 2010 p. 39 - 62
- La frontera sinaítica de Egipto. Del mapa de Seti I a la fotografía satelital(con Violeta M. Pereyra) REVISTA DO MUSEU DE ARQUEOLOGIA E ETNOLOGIA DA USP; San Pablo; 2010 p. 293 - 310
- Tell el-Ghaba: Interacción e intercambio en el extremo noroccidental de Sinaí(con Violeta M. Pereyra). Interaçoes Culturaies entre as Sociedades Mediterráneas; Rio de Janeiro; 2010 p. 194 - 212
- Paisajes arqueológicos en circuitos turísticos no convencionales. Introducción y Comentarios Finales(con Flavia Marina Carballo)Informes Científicos y Tecnológicos; Río Gallegos; 2010 p. 1 - 6
- Disturbaciones antrópicas recreativas del registro arqueológico en la costa del Golfo San Matías, Provincia de Río Negro, Argentina (con Florencia Borella). Informes Científicos y Tecnológicos; Río Gallegos; 2010 p. 1 - 24
- Manifestaciones rupestres en el Campo Volcánico Pali Aike (Cuenca del río Gallegos, Santa Cruz, Argentina)(con Flavia Marina Carballo) Magallania; Punta Arenas; 2012 vol. 40 p. 283 - 302
- La misteriosa renovación del cosmos(con Violeta M. Pereyra). COLECCIÓN ALADAA; La Plata; 2013 p. 1241 - 1257
- La Tumba Tebana 49 y su propietario, en el paisaje sacralizado del occidente tebano, Egipto (con Violeta M. Pereyra y Livia Broitman) Revista Arqueología; Buenos Aires; 2013 vol. 19 p. 103 - 123
- El banquete funerario y la Bella Fiesta del Valle en Tebas occidental (con Violeta M. Pereyra) Estudos do NEA II; Rio de Janeiro; 2014 p. 238 - 259
- Variabilidad en el estilo Río Chico: grabados rupestres en el sector septentrional del Campo Volcánico de Pali Aike, Provincia de Santa Cruz, Argentina (con Flavia Marina Carballo y Patricia Campan) Magallania; Punta Arenas; 2015 vol. 43 p. 189 - 196
- O ritual como materialização de projetos políticos: uma comparação das representações rituais em tumbas de Amarna e Tebas (con Violeta M. Pereyra y Rennan Souza Lemos). NEARCO; Lugar: Río de Janeiro; Año: 2015 vol. VIII p. 111 - 140
- Una aproximación a la alteridad en un templo de millones de años de Tebas occidental, Egipto. Revista Europa; Mendoza; 2016 p. 91 - 116
- Monumentalización e evocación en el paisaje de Tebas occidental, Egipto. Revista Mundo Antigo; Río de Janeiro; 2016 vol. V p. 191 - 205
- Etnicidades capitalistas: el rol de la estancia San Pablo en el entramado de resistencia selk?nam. Tierra del Fuego, 1904-1930(con Romina Casali). Revista Magallania; Lugar: Punta Arenas; Año: 2017 vol. 45 p. 109 - 133
- Una aplicación de la morfometría geométrica al estudio de las variaciones morfológicas de los retratos de la tumba de Neferhotep -TT49-, Dinastía XVIII, Reino Nuevo, Egipto(con Judith Charlin) Sociedades Precapitalistas; Lugar: La Plata; Año: 2018 vol. 8 p. 1 - 21

### Otros trabajos
En los primeros años de su labor como arqueóloga, sus producciones teóricas se enfocaron en el territorio nacional de la patagonia argentina, abarcando regiones como Tierra del Fuego, Río Gallegos, Río Negro y Santa Cruz. A partir del año 2006, la arqueóloga comienza a volcarse en el estudio de la Necrópolis tebana, que si bien es alternado con investigaciones en territorios argentinos, su especialización en está área se hace muy evidente a través de los siguientes años. Además ha formado parte de 46 reuniones y congresos científicos de carácter nacional, internacional e iberoamericanos desde 1991 hasta el 2016.
En 1990 y por casi tres décadas se desempeñó en docencia en el nivel terciario, en el Instituto de Enseñanza Superior N° 1 "Dra. Alicia Moreau de Justo", dependiente del Gobierno de la Ciudad de Buenos Aires, como profesora a cargo de la cátedra Prehistoria General y Arqueología América, luego con el cambio de sucesivos planes de estudio derivó en Prehistoria y, finalmente en Prehistoria General y Culturas Americanas. También se desarrolló en la Cátedra de Arqueología Americana del Museo Social Argentino. Desde 1996 hasta 2006 fue jefa de trabajos prácticos en Prehistoria del Viejo Mundo, Facultad de Filosofía y Letras, UBA. En 1998 ganó el concurso de ayudante de primera en Modelos y Métodos de Análisis en Economía Prehistórica, de la FFyL, UBA, desde el 2009 se desempeñó en esta misma cátedra como jeta de trabajos prácticos y en 2019 obtuvo la promoción a profesora adjunta.